# أوك بوينت
أوك بوينت (بالإنجليزية: Oak Point) هي مدينة أمريكية تقع في ولاية تكساس.تبلغ مساحة هذه المدينة 15.4 (كم²)،ويبلغ عدد سكانها 2786 نسمة حسب إحصاء سنة 2010 م.

## التركيبة السكانية
حدّد مكتب تعداد الولايات المتحدة بيانات التركيبة السكانية لأوك بوينت في تعداد الولايات المتحدة. في ما يلي، التركيبة السكانية حسب تعدادي 2000 و2010.

### تعداد عام 2000
بلغ عدد سكان أوك بوينت 1,747 نسمة بحسب تعداد عام 2000، وبلغ عدد الأسر 600 أسرة وعدد العائلات 498 عائلة مقيمة في المدينة. في حين سجلت الكثافة السكانية 110.6 نسمة لكل كيلومتر مربع (286.5/ميل2). وبلغ عدد الوحدات السكنية 640 وحدة بمتوسط كثافة قدره 40.5 لكل كيلومتر مربع (104.9/ميل2).
وتوزع التركيب العرقي للمدينة بنسبة 93.53% من البيض و1.03% من الأمريكيين الأفارقة و0.74% من الأمريكيين الأصليين و0.23% من الأمريكيين ذوي الأصول الآسيوية و2.35% من الأعراق الأخرى و2.12% من عرقين مختلطين أو أكثر و7.27% من الهسبانيون أو اللاتينيون من أي عرق.
بلغ عدد الأسر 600 أسرة كانت نسبة 45.7% منها لديها أطفال تحت سن الثامنة عشر تعيش معهم، وبلغت نسبة الأزواج القاطنين مع بعضهم البعض 75.5% من أصل المجموع الكلي للأسر، ونسبة 6% من الأسر كان لديها معيلات من الإناث دون وجود شريك، بينما كانت نسبة 1.5% من الأسر لديها معيلون من الذكور دون وجود شريكة وكانت نسبة 17% من غير العائلات. تألفت نسبة 13% من أصل جميع الأسر من عدة أفراد يعيشون في نفس المنزل ونسبة 2.8% كانت تتألف من شخص يعيش بمفرده يبلغ من العمر 65 عاماً أو أكثر. وبلغ متوسط حجم الأسرة المعيشية 2.91، أما متوسط حجم العائلات فبلغ 3.22.
بلغ العمر الوسطي للسكان 35.6 عاماً. وكانت نسبة 30.2% من القاطنين تحت سن الثامنة عشر، وكانت نسبة 5.2% بين الثامنة عشر والرابعة والعشرين عاماً، ونسبة 36.2% كانت واقعةً في الفئة العمرية ما بين الخامسة والعشرين والرابعة والأربعين عاماً، ونسبة 24.2% كانت ما بين الخامسة والأربعين والرابعة والستين، ونسبة 4.2% كانت ضمن فئة الخامسة والستين عاماً فما فوق. يوجد لكل 100 أنثى 100.3 ذكر، ويوجد لكل 100 أنثى في الثامنة عشر من عمرها فما فوق 97.4 ذكر.
بلغ متوسط دخل الأسرة في المدينة 79,180 دولارًا، أما متوسط دخل العائلة فبلغ 89,464 دولارًا. وكان متوسط دخل الذكور 60,379 دولارًا مقابل 37,031 دولارًا للإناث. وسجل دخل الفرد الخاص بالمدينة 34,266 دولارًا. وكانت نسبة 0.6% من العائلات ونسبة 1.9% من السكان تحت خط الفقر، وكان من هؤلاء نسبة 2% تحت سن الثامنة عشر ونسبة 0% في الخامسة والستين من العمر وما فوق.

### تعداد عام 2010
بلغ عدد سكان أوك بوينت 2,786 نسمة بحسب تعداد عام 2010، وبلغ عدد الأسر 986 أسرة وعدد العائلات 810 عائلة مقيمة في المدينة. في حين سجلت الكثافة السكانية 176.3 نسمة لكل كيلومتر مربع (456.6/ميل2). وبلغ عدد الوحدات السكنية 1,059 وحدة بمتوسط كثافة قدره 67 لكل كيلومتر مربع (173.5/ميل2).
وتوزع التركيب العرقي للمدينة بنسبة 89.59% من البيض و2.37% من الأمريكيين الأفارقة و0.29% من الأمريكيين الأصليين و0.79% من الأمريكيين ذوي الأصول الآسيوية و0.07% من سكان جزر المحيط الهادئ و3.95% من الأعراق الأخرى و2.94% من عرقين مختلطين أو أكثر و14.29% من الهسبانيون أو اللاتينيون من أي عرق.
بلغ عدد الأسر 986 أسرة كانت نسبة 40.2% منها لديها أطفال تحت سن الثامنة عشر تعيش معهم، وبلغت نسبة الأزواج القاطنين مع بعضهم البعض 72.2% من أصل المجموع الكلي للأسر، ونسبة 7% من الأسر كان لديها معيلات من الإناث دون وجود شريك، بينما كانت نسبة 2.9% من الأسر لديها معيلون من الذكور دون وجود شريكة وكانت نسبة 17.8% من غير العائلات. تألفت نسبة 13.1% من أصل جميع الأسر من عدة أفراد يعيشون في نفس المنزل ونسبة 3.1% كانت تتألف من شخص يعيش بمفرده يبلغ من العمر 65 عاماً أو أكثر. وبلغ متوسط حجم الأسرة المعيشية 2.83، أما متوسط حجم العائلات فبلغ 3.10.
بلغ العمر الوسطي للسكان 39.5 عاماً. وكانت نسبة 26.6% من القاطنين تحت سن الثامنة عشر، وكانت نسبة 5.8% بين الثامنة عشر والرابعة والعشرين عاماً، ونسبة 26% كانت واقعةً في الفئة العمرية ما بين الخامسة والعشرين والرابعة والأربعين عاماً، ونسبة 32.9% كانت ما بين الخامسة والأربعين والرابعة والستين، ونسبة 8.8% كانت ضمن فئة الخامسة والستين عاماً فما فوق. وتوزع التركيب الجنسي للسكان بنسبة 49.9% ذكور و50.1% إناث.